# Блокада (шахи)
Блокада — ефективний засіб для обмеження рухливості фігур та пішаків суперника, за якого одна з власних фігур розміщується на клітині попереду пішака суперника. Блокуюча фігура зупиняє рух такого пішака і є одночасно захищеною цим пішаком від нападу важких фігур суперника по вертикалі, на якій вона розташована. Термін увів Арон Німцович.
Вважається, що на роль блокувальника найкраще підходять легкі фігури — кінь, оскільки позиція перед пішаком дозволяє обстрілювати сусідні з блокованим пішаком поля, або слон, який може гальмувати рух цілого пішакового ланцюга. Блокада є ефективним засобом боротьби з прохідним пішаком. Блокада, особливо блокада кількох пішаків, може призводити до довготривалих позиційним наслідків — обмеженості позиції і ускладнень у маневруванні на заблокованому боці .

## Приклад
|   | a | b | c | d | e | f | g | h |   |
| 8 | a8 чорна тура · f8 чорна тура · g8 чорний король · b7 чорний пішак · d7 чорний слон · g7 чорний слон · h7 чорний пішак · a6 чорний пішак · d6 чорний пішак · c5 чорний пішак · d5 білий пішак · e5 чорний ферзь · c4 білий пішак · e4 білий пішак · f4 чорний кінь · d3 білий слон · f3 білий пішак · h3 білий пішак · a2 білий пішак · b2 білий пішак · c2 білий ферзь · d2 білий кінь · f2 білий слон · c1 білий король · d1 біла тура · h1 біла тура | a8 чорна тура · f8 чорна тура · g8 чорний король · b7 чорний пішак · d7 чорний слон · g7 чорний слон · h7 чорний пішак · a6 чорний пішак · d6 чорний пішак · c5 чорний пішак · d5 білий пішак · e5 чорний ферзь · c4 білий пішак · e4 білий пішак · f4 чорний кінь · d3 білий слон · f3 білий пішак · h3 білий пішак · a2 білий пішак · b2 білий пішак · c2 білий ферзь · d2 білий кінь · f2 білий слон · c1 білий король · d1 біла тура · h1 біла тура | a8 чорна тура · f8 чорна тура · g8 чорний король · b7 чорний пішак · d7 чорний слон · g7 чорний слон · h7 чорний пішак · a6 чорний пішак · d6 чорний пішак · c5 чорний пішак · d5 білий пішак · e5 чорний ферзь · c4 білий пішак · e4 білий пішак · f4 чорний кінь · d3 білий слон · f3 білий пішак · h3 білий пішак · a2 білий пішак · b2 білий пішак · c2 білий ферзь · d2 білий кінь · f2 білий слон · c1 білий король · d1 біла тура · h1 біла тура | a8 чорна тура · f8 чорна тура · g8 чорний король · b7 чорний пішак · d7 чорний слон · g7 чорний слон · h7 чорний пішак · a6 чорний пішак · d6 чорний пішак · c5 чорний пішак · d5 білий пішак · e5 чорний ферзь · c4 білий пішак · e4 білий пішак · f4 чорний кінь · d3 білий слон · f3 білий пішак · h3 білий пішак · a2 білий пішак · b2 білий пішак · c2 білий ферзь · d2 білий кінь · f2 білий слон · c1 білий король · d1 біла тура · h1 біла тура | a8 чорна тура · f8 чорна тура · g8 чорний король · b7 чорний пішак · d7 чорний слон · g7 чорний слон · h7 чорний пішак · a6 чорний пішак · d6 чорний пішак · c5 чорний пішак · d5 білий пішак · e5 чорний ферзь · c4 білий пішак · e4 білий пішак · f4 чорний кінь · d3 білий слон · f3 білий пішак · h3 білий пішак · a2 білий пішак · b2 білий пішак · c2 білий ферзь · d2 білий кінь · f2 білий слон · c1 білий король · d1 біла тура · h1 біла тура | a8 чорна тура · f8 чорна тура · g8 чорний король · b7 чорний пішак · d7 чорний слон · g7 чорний слон · h7 чорний пішак · a6 чорний пішак · d6 чорний пішак · c5 чорний пішак · d5 білий пішак · e5 чорний ферзь · c4 білий пішак · e4 білий пішак · f4 чорний кінь · d3 білий слон · f3 білий пішак · h3 білий пішак · a2 білий пішак · b2 білий пішак · c2 білий ферзь · d2 білий кінь · f2 білий слон · c1 білий король · d1 біла тура · h1 біла тура | a8 чорна тура · f8 чорна тура · g8 чорний король · b7 чорний пішак · d7 чорний слон · g7 чорний слон · h7 чорний пішак · a6 чорний пішак · d6 чорний пішак · c5 чорний пішак · d5 білий пішак · e5 чорний ферзь · c4 білий пішак · e4 білий пішак · f4 чорний кінь · d3 білий слон · f3 білий пішак · h3 білий пішак · a2 білий пішак · b2 білий пішак · c2 білий ферзь · d2 білий кінь · f2 білий слон · c1 білий король · d1 біла тура · h1 біла тура | a8 чорна тура · f8 чорна тура · g8 чорний король · b7 чорний пішак · d7 чорний слон · g7 чорний слон · h7 чорний пішак · a6 чорний пішак · d6 чорний пішак · c5 чорний пішак · d5 білий пішак · e5 чорний ферзь · c4 білий пішак · e4 білий пішак · f4 чорний кінь · d3 білий слон · f3 білий пішак · h3 білий пішак · a2 білий пішак · b2 білий пішак · c2 білий ферзь · d2 білий кінь · f2 білий слон · c1 білий король · d1 біла тура · h1 біла тура | 8 |
| 7 | a8 чорна тура · f8 чорна тура · g8 чорний король · b7 чорний пішак · d7 чорний слон · g7 чорний слон · h7 чорний пішак · a6 чорний пішак · d6 чорний пішак · c5 чорний пішак · d5 білий пішак · e5 чорний ферзь · c4 білий пішак · e4 білий пішак · f4 чорний кінь · d3 білий слон · f3 білий пішак · h3 білий пішак · a2 білий пішак · b2 білий пішак · c2 білий ферзь · d2 білий кінь · f2 білий слон · c1 білий король · d1 біла тура · h1 біла тура | a8 чорна тура · f8 чорна тура · g8 чорний король · b7 чорний пішак · d7 чорний слон · g7 чорний слон · h7 чорний пішак · a6 чорний пішак · d6 чорний пішак · c5 чорний пішак · d5 білий пішак · e5 чорний ферзь · c4 білий пішак · e4 білий пішак · f4 чорний кінь · d3 білий слон · f3 білий пішак · h3 білий пішак · a2 білий пішак · b2 білий пішак · c2 білий ферзь · d2 білий кінь · f2 білий слон · c1 білий король · d1 біла тура · h1 біла тура | a8 чорна тура · f8 чорна тура · g8 чорний король · b7 чорний пішак · d7 чорний слон · g7 чорний слон · h7 чорний пішак · a6 чорний пішак · d6 чорний пішак · c5 чорний пішак · d5 білий пішак · e5 чорний ферзь · c4 білий пішак · e4 білий пішак · f4 чорний кінь · d3 білий слон · f3 білий пішак · h3 білий пішак · a2 білий пішак · b2 білий пішак · c2 білий ферзь · d2 білий кінь · f2 білий слон · c1 білий король · d1 біла тура · h1 біла тура | a8 чорна тура · f8 чорна тура · g8 чорний король · b7 чорний пішак · d7 чорний слон · g7 чорний слон · h7 чорний пішак · a6 чорний пішак · d6 чорний пішак · c5 чорний пішак · d5 білий пішак · e5 чорний ферзь · c4 білий пішак · e4 білий пішак · f4 чорний кінь · d3 білий слон · f3 білий пішак · h3 білий пішак · a2 білий пішак · b2 білий пішак · c2 білий ферзь · d2 білий кінь · f2 білий слон · c1 білий король · d1 біла тура · h1 біла тура | a8 чорна тура · f8 чорна тура · g8 чорний король · b7 чорний пішак · d7 чорний слон · g7 чорний слон · h7 чорний пішак · a6 чорний пішак · d6 чорний пішак · c5 чорний пішак · d5 білий пішак · e5 чорний ферзь · c4 білий пішак · e4 білий пішак · f4 чорний кінь · d3 білий слон · f3 білий пішак · h3 білий пішак · a2 білий пішак · b2 білий пішак · c2 білий ферзь · d2 білий кінь · f2 білий слон · c1 білий король · d1 біла тура · h1 біла тура | a8 чорна тура · f8 чорна тура · g8 чорний король · b7 чорний пішак · d7 чорний слон · g7 чорний слон · h7 чорний пішак · a6 чорний пішак · d6 чорний пішак · c5 чорний пішак · d5 білий пішак · e5 чорний ферзь · c4 білий пішак · e4 білий пішак · f4 чорний кінь · d3 білий слон · f3 білий пішак · h3 білий пішак · a2 білий пішак · b2 білий пішак · c2 білий ферзь · d2 білий кінь · f2 білий слон · c1 білий король · d1 біла тура · h1 біла тура | a8 чорна тура · f8 чорна тура · g8 чорний король · b7 чорний пішак · d7 чорний слон · g7 чорний слон · h7 чорний пішак · a6 чорний пішак · d6 чорний пішак · c5 чорний пішак · d5 білий пішак · e5 чорний ферзь · c4 білий пішак · e4 білий пішак · f4 чорний кінь · d3 білий слон · f3 білий пішак · h3 білий пішак · a2 білий пішак · b2 білий пішак · c2 білий ферзь · d2 білий кінь · f2 білий слон · c1 білий король · d1 біла тура · h1 біла тура | a8 чорна тура · f8 чорна тура · g8 чорний король · b7 чорний пішак · d7 чорний слон · g7 чорний слон · h7 чорний пішак · a6 чорний пішак · d6 чорний пішак · c5 чорний пішак · d5 білий пішак · e5 чорний ферзь · c4 білий пішак · e4 білий пішак · f4 чорний кінь · d3 білий слон · f3 білий пішак · h3 білий пішак · a2 білий пішак · b2 білий пішак · c2 білий ферзь · d2 білий кінь · f2 білий слон · c1 білий король · d1 біла тура · h1 біла тура | 7 |
| 6 | a8 чорна тура · f8 чорна тура · g8 чорний король · b7 чорний пішак · d7 чорний слон · g7 чорний слон · h7 чорний пішак · a6 чорний пішак · d6 чорний пішак · c5 чорний пішак · d5 білий пішак · e5 чорний ферзь · c4 білий пішак · e4 білий пішак · f4 чорний кінь · d3 білий слон · f3 білий пішак · h3 білий пішак · a2 білий пішак · b2 білий пішак · c2 білий ферзь · d2 білий кінь · f2 білий слон · c1 білий король · d1 біла тура · h1 біла тура | a8 чорна тура · f8 чорна тура · g8 чорний король · b7 чорний пішак · d7 чорний слон · g7 чорний слон · h7 чорний пішак · a6 чорний пішак · d6 чорний пішак · c5 чорний пішак · d5 білий пішак · e5 чорний ферзь · c4 білий пішак · e4 білий пішак · f4 чорний кінь · d3 білий слон · f3 білий пішак · h3 білий пішак · a2 білий пішак · b2 білий пішак · c2 білий ферзь · d2 білий кінь · f2 білий слон · c1 білий король · d1 біла тура · h1 біла тура | a8 чорна тура · f8 чорна тура · g8 чорний король · b7 чорний пішак · d7 чорний слон · g7 чорний слон · h7 чорний пішак · a6 чорний пішак · d6 чорний пішак · c5 чорний пішак · d5 білий пішак · e5 чорний ферзь · c4 білий пішак · e4 білий пішак · f4 чорний кінь · d3 білий слон · f3 білий пішак · h3 білий пішак · a2 білий пішак · b2 білий пішак · c2 білий ферзь · d2 білий кінь · f2 білий слон · c1 білий король · d1 біла тура · h1 біла тура | a8 чорна тура · f8 чорна тура · g8 чорний король · b7 чорний пішак · d7 чорний слон · g7 чорний слон · h7 чорний пішак · a6 чорний пішак · d6 чорний пішак · c5 чорний пішак · d5 білий пішак · e5 чорний ферзь · c4 білий пішак · e4 білий пішак · f4 чорний кінь · d3 білий слон · f3 білий пішак · h3 білий пішак · a2 білий пішак · b2 білий пішак · c2 білий ферзь · d2 білий кінь · f2 білий слон · c1 білий король · d1 біла тура · h1 біла тура | a8 чорна тура · f8 чорна тура · g8 чорний король · b7 чорний пішак · d7 чорний слон · g7 чорний слон · h7 чорний пішак · a6 чорний пішак · d6 чорний пішак · c5 чорний пішак · d5 білий пішак · e5 чорний ферзь · c4 білий пішак · e4 білий пішак · f4 чорний кінь · d3 білий слон · f3 білий пішак · h3 білий пішак · a2 білий пішак · b2 білий пішак · c2 білий ферзь · d2 білий кінь · f2 білий слон · c1 білий король · d1 біла тура · h1 біла тура | a8 чорна тура · f8 чорна тура · g8 чорний король · b7 чорний пішак · d7 чорний слон · g7 чорний слон · h7 чорний пішак · a6 чорний пішак · d6 чорний пішак · c5 чорний пішак · d5 білий пішак · e5 чорний ферзь · c4 білий пішак · e4 білий пішак · f4 чорний кінь · d3 білий слон · f3 білий пішак · h3 білий пішак · a2 білий пішак · b2 білий пішак · c2 білий ферзь · d2 білий кінь · f2 білий слон · c1 білий король · d1 біла тура · h1 біла тура | a8 чорна тура · f8 чорна тура · g8 чорний король · b7 чорний пішак · d7 чорний слон · g7 чорний слон · h7 чорний пішак · a6 чорний пішак · d6 чорний пішак · c5 чорний пішак · d5 білий пішак · e5 чорний ферзь · c4 білий пішак · e4 білий пішак · f4 чорний кінь · d3 білий слон · f3 білий пішак · h3 білий пішак · a2 білий пішак · b2 білий пішак · c2 білий ферзь · d2 білий кінь · f2 білий слон · c1 білий король · d1 біла тура · h1 біла тура | a8 чорна тура · f8 чорна тура · g8 чорний король · b7 чорний пішак · d7 чорний слон · g7 чорний слон · h7 чорний пішак · a6 чорний пішак · d6 чорний пішак · c5 чорний пішак · d5 білий пішак · e5 чорний ферзь · c4 білий пішак · e4 білий пішак · f4 чорний кінь · d3 білий слон · f3 білий пішак · h3 білий пішак · a2 білий пішак · b2 білий пішак · c2 білий ферзь · d2 білий кінь · f2 білий слон · c1 білий король · d1 біла тура · h1 біла тура | 6 |
| 5 | a8 чорна тура · f8 чорна тура · g8 чорний король · b7 чорний пішак · d7 чорний слон · g7 чорний слон · h7 чорний пішак · a6 чорний пішак · d6 чорний пішак · c5 чорний пішак · d5 білий пішак · e5 чорний ферзь · c4 білий пішак · e4 білий пішак · f4 чорний кінь · d3 білий слон · f3 білий пішак · h3 білий пішак · a2 білий пішак · b2 білий пішак · c2 білий ферзь · d2 білий кінь · f2 білий слон · c1 білий король · d1 біла тура · h1 біла тура | a8 чорна тура · f8 чорна тура · g8 чорний король · b7 чорний пішак · d7 чорний слон · g7 чорний слон · h7 чорний пішак · a6 чорний пішак · d6 чорний пішак · c5 чорний пішак · d5 білий пішак · e5 чорний ферзь · c4 білий пішак · e4 білий пішак · f4 чорний кінь · d3 білий слон · f3 білий пішак · h3 білий пішак · a2 білий пішак · b2 білий пішак · c2 білий ферзь · d2 білий кінь · f2 білий слон · c1 білий король · d1 біла тура · h1 біла тура | a8 чорна тура · f8 чорна тура · g8 чорний король · b7 чорний пішак · d7 чорний слон · g7 чорний слон · h7 чорний пішак · a6 чорний пішак · d6 чорний пішак · c5 чорний пішак · d5 білий пішак · e5 чорний ферзь · c4 білий пішак · e4 білий пішак · f4 чорний кінь · d3 білий слон · f3 білий пішак · h3 білий пішак · a2 білий пішак · b2 білий пішак · c2 білий ферзь · d2 білий кінь · f2 білий слон · c1 білий король · d1 біла тура · h1 біла тура | a8 чорна тура · f8 чорна тура · g8 чорний король · b7 чорний пішак · d7 чорний слон · g7 чорний слон · h7 чорний пішак · a6 чорний пішак · d6 чорний пішак · c5 чорний пішак · d5 білий пішак · e5 чорний ферзь · c4 білий пішак · e4 білий пішак · f4 чорний кінь · d3 білий слон · f3 білий пішак · h3 білий пішак · a2 білий пішак · b2 білий пішак · c2 білий ферзь · d2 білий кінь · f2 білий слон · c1 білий король · d1 біла тура · h1 біла тура | a8 чорна тура · f8 чорна тура · g8 чорний король · b7 чорний пішак · d7 чорний слон · g7 чорний слон · h7 чорний пішак · a6 чорний пішак · d6 чорний пішак · c5 чорний пішак · d5 білий пішак · e5 чорний ферзь · c4 білий пішак · e4 білий пішак · f4 чорний кінь · d3 білий слон · f3 білий пішак · h3 білий пішак · a2 білий пішак · b2 білий пішак · c2 білий ферзь · d2 білий кінь · f2 білий слон · c1 білий король · d1 біла тура · h1 біла тура | a8 чорна тура · f8 чорна тура · g8 чорний король · b7 чорний пішак · d7 чорний слон · g7 чорний слон · h7 чорний пішак · a6 чорний пішак · d6 чорний пішак · c5 чорний пішак · d5 білий пішак · e5 чорний ферзь · c4 білий пішак · e4 білий пішак · f4 чорний кінь · d3 білий слон · f3 білий пішак · h3 білий пішак · a2 білий пішак · b2 білий пішак · c2 білий ферзь · d2 білий кінь · f2 білий слон · c1 білий король · d1 біла тура · h1 біла тура | a8 чорна тура · f8 чорна тура · g8 чорний король · b7 чорний пішак · d7 чорний слон · g7 чорний слон · h7 чорний пішак · a6 чорний пішак · d6 чорний пішак · c5 чорний пішак · d5 білий пішак · e5 чорний ферзь · c4 білий пішак · e4 білий пішак · f4 чорний кінь · d3 білий слон · f3 білий пішак · h3 білий пішак · a2 білий пішак · b2 білий пішак · c2 білий ферзь · d2 білий кінь · f2 білий слон · c1 білий король · d1 біла тура · h1 біла тура | a8 чорна тура · f8 чорна тура · g8 чорний король · b7 чорний пішак · d7 чорний слон · g7 чорний слон · h7 чорний пішак · a6 чорний пішак · d6 чорний пішак · c5 чорний пішак · d5 білий пішак · e5 чорний ферзь · c4 білий пішак · e4 білий пішак · f4 чорний кінь · d3 білий слон · f3 білий пішак · h3 білий пішак · a2 білий пішак · b2 білий пішак · c2 білий ферзь · d2 білий кінь · f2 білий слон · c1 білий король · d1 біла тура · h1 біла тура | 5 |
| 4 | a8 чорна тура · f8 чорна тура · g8 чорний король · b7 чорний пішак · d7 чорний слон · g7 чорний слон · h7 чорний пішак · a6 чорний пішак · d6 чорний пішак · c5 чорний пішак · d5 білий пішак · e5 чорний ферзь · c4 білий пішак · e4 білий пішак · f4 чорний кінь · d3 білий слон · f3 білий пішак · h3 білий пішак · a2 білий пішак · b2 білий пішак · c2 білий ферзь · d2 білий кінь · f2 білий слон · c1 білий король · d1 біла тура · h1 біла тура | a8 чорна тура · f8 чорна тура · g8 чорний король · b7 чорний пішак · d7 чорний слон · g7 чорний слон · h7 чорний пішак · a6 чорний пішак · d6 чорний пішак · c5 чорний пішак · d5 білий пішак · e5 чорний ферзь · c4 білий пішак · e4 білий пішак · f4 чорний кінь · d3 білий слон · f3 білий пішак · h3 білий пішак · a2 білий пішак · b2 білий пішак · c2 білий ферзь · d2 білий кінь · f2 білий слон · c1 білий король · d1 біла тура · h1 біла тура | a8 чорна тура · f8 чорна тура · g8 чорний король · b7 чорний пішак · d7 чорний слон · g7 чорний слон · h7 чорний пішак · a6 чорний пішак · d6 чорний пішак · c5 чорний пішак · d5 білий пішак · e5 чорний ферзь · c4 білий пішак · e4 білий пішак · f4 чорний кінь · d3 білий слон · f3 білий пішак · h3 білий пішак · a2 білий пішак · b2 білий пішак · c2 білий ферзь · d2 білий кінь · f2 білий слон · c1 білий король · d1 біла тура · h1 біла тура | a8 чорна тура · f8 чорна тура · g8 чорний король · b7 чорний пішак · d7 чорний слон · g7 чорний слон · h7 чорний пішак · a6 чорний пішак · d6 чорний пішак · c5 чорний пішак · d5 білий пішак · e5 чорний ферзь · c4 білий пішак · e4 білий пішак · f4 чорний кінь · d3 білий слон · f3 білий пішак · h3 білий пішак · a2 білий пішак · b2 білий пішак · c2 білий ферзь · d2 білий кінь · f2 білий слон · c1 білий король · d1 біла тура · h1 біла тура | a8 чорна тура · f8 чорна тура · g8 чорний король · b7 чорний пішак · d7 чорний слон · g7 чорний слон · h7 чорний пішак · a6 чорний пішак · d6 чорний пішак · c5 чорний пішак · d5 білий пішак · e5 чорний ферзь · c4 білий пішак · e4 білий пішак · f4 чорний кінь · d3 білий слон · f3 білий пішак · h3 білий пішак · a2 білий пішак · b2 білий пішак · c2 білий ферзь · d2 білий кінь · f2 білий слон · c1 білий король · d1 біла тура · h1 біла тура | a8 чорна тура · f8 чорна тура · g8 чорний король · b7 чорний пішак · d7 чорний слон · g7 чорний слон · h7 чорний пішак · a6 чорний пішак · d6 чорний пішак · c5 чорний пішак · d5 білий пішак · e5 чорний ферзь · c4 білий пішак · e4 білий пішак · f4 чорний кінь · d3 білий слон · f3 білий пішак · h3 білий пішак · a2 білий пішак · b2 білий пішак · c2 білий ферзь · d2 білий кінь · f2 білий слон · c1 білий король · d1 біла тура · h1 біла тура | a8 чорна тура · f8 чорна тура · g8 чорний король · b7 чорний пішак · d7 чорний слон · g7 чорний слон · h7 чорний пішак · a6 чорний пішак · d6 чорний пішак · c5 чорний пішак · d5 білий пішак · e5 чорний ферзь · c4 білий пішак · e4 білий пішак · f4 чорний кінь · d3 білий слон · f3 білий пішак · h3 білий пішак · a2 білий пішак · b2 білий пішак · c2 білий ферзь · d2 білий кінь · f2 білий слон · c1 білий король · d1 біла тура · h1 біла тура | a8 чорна тура · f8 чорна тура · g8 чорний король · b7 чорний пішак · d7 чорний слон · g7 чорний слон · h7 чорний пішак · a6 чорний пішак · d6 чорний пішак · c5 чорний пішак · d5 білий пішак · e5 чорний ферзь · c4 білий пішак · e4 білий пішак · f4 чорний кінь · d3 білий слон · f3 білий пішак · h3 білий пішак · a2 білий пішак · b2 білий пішак · c2 білий ферзь · d2 білий кінь · f2 білий слон · c1 білий король · d1 біла тура · h1 біла тура | 4 |
| 3 | a8 чорна тура · f8 чорна тура · g8 чорний король · b7 чорний пішак · d7 чорний слон · g7 чорний слон · h7 чорний пішак · a6 чорний пішак · d6 чорний пішак · c5 чорний пішак · d5 білий пішак · e5 чорний ферзь · c4 білий пішак · e4 білий пішак · f4 чорний кінь · d3 білий слон · f3 білий пішак · h3 білий пішак · a2 білий пішак · b2 білий пішак · c2 білий ферзь · d2 білий кінь · f2 білий слон · c1 білий король · d1 біла тура · h1 біла тура | a8 чорна тура · f8 чорна тура · g8 чорний король · b7 чорний пішак · d7 чорний слон · g7 чорний слон · h7 чорний пішак · a6 чорний пішак · d6 чорний пішак · c5 чорний пішак · d5 білий пішак · e5 чорний ферзь · c4 білий пішак · e4 білий пішак · f4 чорний кінь · d3 білий слон · f3 білий пішак · h3 білий пішак · a2 білий пішак · b2 білий пішак · c2 білий ферзь · d2 білий кінь · f2 білий слон · c1 білий король · d1 біла тура · h1 біла тура | a8 чорна тура · f8 чорна тура · g8 чорний король · b7 чорний пішак · d7 чорний слон · g7 чорний слон · h7 чорний пішак · a6 чорний пішак · d6 чорний пішак · c5 чорний пішак · d5 білий пішак · e5 чорний ферзь · c4 білий пішак · e4 білий пішак · f4 чорний кінь · d3 білий слон · f3 білий пішак · h3 білий пішак · a2 білий пішак · b2 білий пішак · c2 білий ферзь · d2 білий кінь · f2 білий слон · c1 білий король · d1 біла тура · h1 біла тура | a8 чорна тура · f8 чорна тура · g8 чорний король · b7 чорний пішак · d7 чорний слон · g7 чорний слон · h7 чорний пішак · a6 чорний пішак · d6 чорний пішак · c5 чорний пішак · d5 білий пішак · e5 чорний ферзь · c4 білий пішак · e4 білий пішак · f4 чорний кінь · d3 білий слон · f3 білий пішак · h3 білий пішак · a2 білий пішак · b2 білий пішак · c2 білий ферзь · d2 білий кінь · f2 білий слон · c1 білий король · d1 біла тура · h1 біла тура | a8 чорна тура · f8 чорна тура · g8 чорний король · b7 чорний пішак · d7 чорний слон · g7 чорний слон · h7 чорний пішак · a6 чорний пішак · d6 чорний пішак · c5 чорний пішак · d5 білий пішак · e5 чорний ферзь · c4 білий пішак · e4 білий пішак · f4 чорний кінь · d3 білий слон · f3 білий пішак · h3 білий пішак · a2 білий пішак · b2 білий пішак · c2 білий ферзь · d2 білий кінь · f2 білий слон · c1 білий король · d1 біла тура · h1 біла тура | a8 чорна тура · f8 чорна тура · g8 чорний король · b7 чорний пішак · d7 чорний слон · g7 чорний слон · h7 чорний пішак · a6 чорний пішак · d6 чорний пішак · c5 чорний пішак · d5 білий пішак · e5 чорний ферзь · c4 білий пішак · e4 білий пішак · f4 чорний кінь · d3 білий слон · f3 білий пішак · h3 білий пішак · a2 білий пішак · b2 білий пішак · c2 білий ферзь · d2 білий кінь · f2 білий слон · c1 білий король · d1 біла тура · h1 біла тура | a8 чорна тура · f8 чорна тура · g8 чорний король · b7 чорний пішак · d7 чорний слон · g7 чорний слон · h7 чорний пішак · a6 чорний пішак · d6 чорний пішак · c5 чорний пішак · d5 білий пішак · e5 чорний ферзь · c4 білий пішак · e4 білий пішак · f4 чорний кінь · d3 білий слон · f3 білий пішак · h3 білий пішак · a2 білий пішак · b2 білий пішак · c2 білий ферзь · d2 білий кінь · f2 білий слон · c1 білий король · d1 біла тура · h1 біла тура | a8 чорна тура · f8 чорна тура · g8 чорний король · b7 чорний пішак · d7 чорний слон · g7 чорний слон · h7 чорний пішак · a6 чорний пішак · d6 чорний пішак · c5 чорний пішак · d5 білий пішак · e5 чорний ферзь · c4 білий пішак · e4 білий пішак · f4 чорний кінь · d3 білий слон · f3 білий пішак · h3 білий пішак · a2 білий пішак · b2 білий пішак · c2 білий ферзь · d2 білий кінь · f2 білий слон · c1 білий король · d1 біла тура · h1 біла тура | 3 |
| 2 | a8 чорна тура · f8 чорна тура · g8 чорний король · b7 чорний пішак · d7 чорний слон · g7 чорний слон · h7 чорний пішак · a6 чорний пішак · d6 чорний пішак · c5 чорний пішак · d5 білий пішак · e5 чорний ферзь · c4 білий пішак · e4 білий пішак · f4 чорний кінь · d3 білий слон · f3 білий пішак · h3 білий пішак · a2 білий пішак · b2 білий пішак · c2 білий ферзь · d2 білий кінь · f2 білий слон · c1 білий король · d1 біла тура · h1 біла тура | a8 чорна тура · f8 чорна тура · g8 чорний король · b7 чорний пішак · d7 чорний слон · g7 чорний слон · h7 чорний пішак · a6 чорний пішак · d6 чорний пішак · c5 чорний пішак · d5 білий пішак · e5 чорний ферзь · c4 білий пішак · e4 білий пішак · f4 чорний кінь · d3 білий слон · f3 білий пішак · h3 білий пішак · a2 білий пішак · b2 білий пішак · c2 білий ферзь · d2 білий кінь · f2 білий слон · c1 білий король · d1 біла тура · h1 біла тура | a8 чорна тура · f8 чорна тура · g8 чорний король · b7 чорний пішак · d7 чорний слон · g7 чорний слон · h7 чорний пішак · a6 чорний пішак · d6 чорний пішак · c5 чорний пішак · d5 білий пішак · e5 чорний ферзь · c4 білий пішак · e4 білий пішак · f4 чорний кінь · d3 білий слон · f3 білий пішак · h3 білий пішак · a2 білий пішак · b2 білий пішак · c2 білий ферзь · d2 білий кінь · f2 білий слон · c1 білий король · d1 біла тура · h1 біла тура | a8 чорна тура · f8 чорна тура · g8 чорний король · b7 чорний пішак · d7 чорний слон · g7 чорний слон · h7 чорний пішак · a6 чорний пішак · d6 чорний пішак · c5 чорний пішак · d5 білий пішак · e5 чорний ферзь · c4 білий пішак · e4 білий пішак · f4 чорний кінь · d3 білий слон · f3 білий пішак · h3 білий пішак · a2 білий пішак · b2 білий пішак · c2 білий ферзь · d2 білий кінь · f2 білий слон · c1 білий король · d1 біла тура · h1 біла тура | a8 чорна тура · f8 чорна тура · g8 чорний король · b7 чорний пішак · d7 чорний слон · g7 чорний слон · h7 чорний пішак · a6 чорний пішак · d6 чорний пішак · c5 чорний пішак · d5 білий пішак · e5 чорний ферзь · c4 білий пішак · e4 білий пішак · f4 чорний кінь · d3 білий слон · f3 білий пішак · h3 білий пішак · a2 білий пішак · b2 білий пішак · c2 білий ферзь · d2 білий кінь · f2 білий слон · c1 білий король · d1 біла тура · h1 біла тура | a8 чорна тура · f8 чорна тура · g8 чорний король · b7 чорний пішак · d7 чорний слон · g7 чорний слон · h7 чорний пішак · a6 чорний пішак · d6 чорний пішак · c5 чорний пішак · d5 білий пішак · e5 чорний ферзь · c4 білий пішак · e4 білий пішак · f4 чорний кінь · d3 білий слон · f3 білий пішак · h3 білий пішак · a2 білий пішак · b2 білий пішак · c2 білий ферзь · d2 білий кінь · f2 білий слон · c1 білий король · d1 біла тура · h1 біла тура | a8 чорна тура · f8 чорна тура · g8 чорний король · b7 чорний пішак · d7 чорний слон · g7 чорний слон · h7 чорний пішак · a6 чорний пішак · d6 чорний пішак · c5 чорний пішак · d5 білий пішак · e5 чорний ферзь · c4 білий пішак · e4 білий пішак · f4 чорний кінь · d3 білий слон · f3 білий пішак · h3 білий пішак · a2 білий пішак · b2 білий пішак · c2 білий ферзь · d2 білий кінь · f2 білий слон · c1 білий король · d1 біла тура · h1 біла тура | a8 чорна тура · f8 чорна тура · g8 чорний король · b7 чорний пішак · d7 чорний слон · g7 чорний слон · h7 чорний пішак · a6 чорний пішак · d6 чорний пішак · c5 чорний пішак · d5 білий пішак · e5 чорний ферзь · c4 білий пішак · e4 білий пішак · f4 чорний кінь · d3 білий слон · f3 білий пішак · h3 білий пішак · a2 білий пішак · b2 білий пішак · c2 білий ферзь · d2 білий кінь · f2 білий слон · c1 білий король · d1 біла тура · h1 біла тура | 2 |
| 1 | a8 чорна тура · f8 чорна тура · g8 чорний король · b7 чорний пішак · d7 чорний слон · g7 чорний слон · h7 чорний пішак · a6 чорний пішак · d6 чорний пішак · c5 чорний пішак · d5 білий пішак · e5 чорний ферзь · c4 білий пішак · e4 білий пішак · f4 чорний кінь · d3 білий слон · f3 білий пішак · h3 білий пішак · a2 білий пішак · b2 білий пішак · c2 білий ферзь · d2 білий кінь · f2 білий слон · c1 білий король · d1 біла тура · h1 біла тура | a8 чорна тура · f8 чорна тура · g8 чорний король · b7 чорний пішак · d7 чорний слон · g7 чорний слон · h7 чорний пішак · a6 чорний пішак · d6 чорний пішак · c5 чорний пішак · d5 білий пішак · e5 чорний ферзь · c4 білий пішак · e4 білий пішак · f4 чорний кінь · d3 білий слон · f3 білий пішак · h3 білий пішак · a2 білий пішак · b2 білий пішак · c2 білий ферзь · d2 білий кінь · f2 білий слон · c1 білий король · d1 біла тура · h1 біла тура | a8 чорна тура · f8 чорна тура · g8 чорний король · b7 чорний пішак · d7 чорний слон · g7 чорний слон · h7 чорний пішак · a6 чорний пішак · d6 чорний пішак · c5 чорний пішак · d5 білий пішак · e5 чорний ферзь · c4 білий пішак · e4 білий пішак · f4 чорний кінь · d3 білий слон · f3 білий пішак · h3 білий пішак · a2 білий пішак · b2 білий пішак · c2 білий ферзь · d2 білий кінь · f2 білий слон · c1 білий король · d1 біла тура · h1 біла тура | a8 чорна тура · f8 чорна тура · g8 чорний король · b7 чорний пішак · d7 чорний слон · g7 чорний слон · h7 чорний пішак · a6 чорний пішак · d6 чорний пішак · c5 чорний пішак · d5 білий пішак · e5 чорний ферзь · c4 білий пішак · e4 білий пішак · f4 чорний кінь · d3 білий слон · f3 білий пішак · h3 білий пішак · a2 білий пішак · b2 білий пішак · c2 білий ферзь · d2 білий кінь · f2 білий слон · c1 білий король · d1 біла тура · h1 біла тура | a8 чорна тура · f8 чорна тура · g8 чорний король · b7 чорний пішак · d7 чорний слон · g7 чорний слон · h7 чорний пішак · a6 чорний пішак · d6 чорний пішак · c5 чорний пішак · d5 білий пішак · e5 чорний ферзь · c4 білий пішак · e4 білий пішак · f4 чорний кінь · d3 білий слон · f3 білий пішак · h3 білий пішак · a2 білий пішак · b2 білий пішак · c2 білий ферзь · d2 білий кінь · f2 білий слон · c1 білий король · d1 біла тура · h1 біла тура | a8 чорна тура · f8 чорна тура · g8 чорний король · b7 чорний пішак · d7 чорний слон · g7 чорний слон · h7 чорний пішак · a6 чорний пішак · d6 чорний пішак · c5 чорний пішак · d5 білий пішак · e5 чорний ферзь · c4 білий пішак · e4 білий пішак · f4 чорний кінь · d3 білий слон · f3 білий пішак · h3 білий пішак · a2 білий пішак · b2 білий пішак · c2 білий ферзь · d2 білий кінь · f2 білий слон · c1 білий король · d1 біла тура · h1 біла тура | a8 чорна тура · f8 чорна тура · g8 чорний король · b7 чорний пішак · d7 чорний слон · g7 чорний слон · h7 чорний пішак · a6 чорний пішак · d6 чорний пішак · c5 чорний пішак · d5 білий пішак · e5 чорний ферзь · c4 білий пішак · e4 білий пішак · f4 чорний кінь · d3 білий слон · f3 білий пішак · h3 білий пішак · a2 білий пішак · b2 білий пішак · c2 білий ферзь · d2 білий кінь · f2 білий слон · c1 білий король · d1 біла тура · h1 біла тура | a8 чорна тура · f8 чорна тура · g8 чорний король · b7 чорний пішак · d7 чорний слон · g7 чорний слон · h7 чорний пішак · a6 чорний пішак · d6 чорний пішак · c5 чорний пішак · d5 білий пішак · e5 чорний ферзь · c4 білий пішак · e4 білий пішак · f4 чорний кінь · d3 білий слон · f3 білий пішак · h3 білий пішак · a2 білий пішак · b2 білий пішак · c2 білий ферзь · d2 білий кінь · f2 білий слон · c1 білий король · d1 біла тура · h1 біла тура | 1 |
|   | a | b | c | d | e | f | g | h |   |

Позиція з партії А. Котов — С. Глігорич (турнір претендентів, Цюрих, 1953) після 23-го ходу чорних. Чорні ферзь і кінь блокують білих пішаків e4 і f3, обмежуючи цим рухомість білих фігур (білопольного слона, коня і ферзя). Незважаючи на те, що у чорних на два пішаки менше, партія завершилась унічию.